# 東武ED10形電気機関車
東武ED10形電気機関車（とうぶED10がたでんききかんしゃ）は、かつて東武鉄道に在籍した直流用電気機関車。1928年（昭和3年）にイギリス・イングリッシュ・エレクトリック(E.E.)社で新製された、いわゆる「デッカー形電機」の一党である。本形式は1形式1両(101号)のみの小世帯であった。

## 概要
本形式は、伊勢崎線の電化および日光線の全線電化開業に伴い、東武鉄道が導入した初の電気機関車である。前後にデッキを備えた箱形車体で、前面左側に乗務員扉を、右側に運転台窓を有する左右非対称の外観が特徴である。また、側面外観も左右で大幅に異なっており、これは車体中央機械室が中央の通路を挟んで主抵抗器と主制御器・空気圧縮機、電動発電機をそれぞれ配置した設計となっていることによるものである。なお、デッキは台車側に設置されており、板台枠台車と一体構造とされていた。
本形式はもともと他の事業者によって発注されたものだが、注文が流れたことにより東武鉄道が購入し、1930年（昭和5年）5月に入籍したものである。本形式は1944年（昭和19年）3月1日の総武鉄道との合併以前における唯一の電気機関車であり、導入当初は変電設備の貧弱さもあって本機を運転すると電圧降下が著しかったこともあり、主に臨時・団体専用列車の客車運用に使用されていた。第二次世界大戦中に貨物列車専用機とされたが、戦後の車両不足に対応するため電車の付随車を客車代用として牽引し、通勤列車の運用につくこともあったという。なお、当時の東武鉄道における貨物輸送には蒸気機関車が充当されており、電気機関車が充当されるようになったのは総武鉄道との合併後であった。

## 導入後の変遷

### 東武在籍当時
1955年（昭和30年）7月に行われた電気機関車の一斉改番に際して、本形式はED4000形(ED4001)と改番された。その他、前面運転台窓のHゴム固定化、保安装置取り付け等が施工されたが、前照灯のシールドビーム2灯化は本形式には施工されず、晩年まで比較的原形を保ったまま運用された。
1970年代に至り、東武鉄道では貨物輸送量減少に伴って保有する電機に余裕が生じたことから、他形式と比較して定格速度が遅く、かつ板台枠台車が災いして居住性に難があった本形式は徐々に第一線から退くこととなった。その後、本形式は1972年（昭和47年）6月22日付で除籍されたが、解体を免れて近江鉄道へ譲渡された。

### 近江鉄道への譲渡
近江鉄道へは1972年（昭和47年）7月に譲渡され、翌1973年（昭和48年）1月に入籍した。外観上は車体塗装が近江鉄道の電機標準色である青灰色に変更された他は東武在籍当時と大きな変化はないが、入線に際して主要機器の大半が国産品に換装されている。
入線後は多賀町のビール工場からの貨物輸送に充当され、1984年（昭和59年）10月30日にビール輸送が廃止された後は彦根駅や住友セメント（当時）彦根工場の構内の入換に使用された。しかし、1986年（昭和61年）3月末をもって住友セメント彦根工場の鉄道輸送運用が全廃されたため、本形式も用途を失い休車となった。その後は長らく彦根駅に隣接の彦根工場構内で留置されていたが、2004年（平成16年）7月1日付で廃車となった。

## 保存

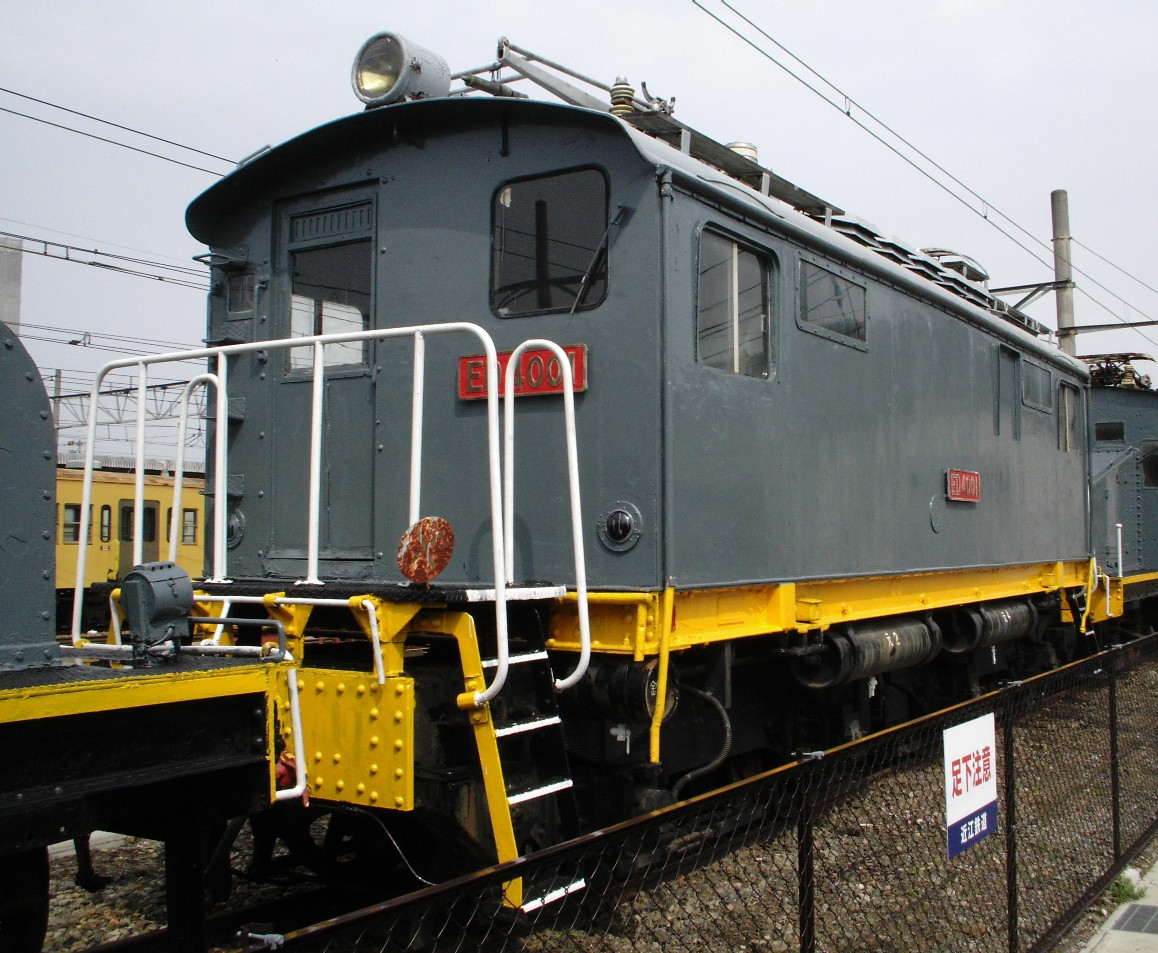
ED4000形4001
（近江鉄道ミュージアムにて静態保存・2007年4月）

除籍後も引き続き彦根工場構内で留置されていたが2007年（平成19年）に「近江鉄道ミュージアム」が彦根駅構内に開設に伴い本形式も車体の再塗装等整備を行って同ミュージアムで展示保存された。
その後2009年（平成21年）に、東武博物館の改装に伴って本形式を同所で保存することとなり、近江鉄道より東武へ返還された。保存に際しては形式を登場当時のED10に戻し、車体塗装およびナンバープレート等外観を原形通りに復元の上、同年7月より東武博物館で展示保存されている。